# 項應譽
項應譽（1578年—？），字以永，號乌谷，浙江永嘉縣（今屬溫州市）人，晚明官員。

## 生平
項應譽於萬曆三十一年（1603年）考中癸卯科浙江乡试第二十四名舉人，萬曆三十五年（1607年）中式丁未科黃士俊榜進士，與左光斗等同年。吏部观政，同年十月授當塗縣知县。萬曆三十九年（1611年）補任順天府固安縣知縣。

## 家族
曾祖項廷。祖父項檄。父項文英。母张氏。具庆下。兄继祖（州同知）、學賢。弟應詢、應諤、應蟾。